# 伯貝尼
伯貝尼是羅馬尼亞的城鎮，位於該國南部，距離首府勒姆尼庫沃爾恰18公里，由沃爾恰縣負責管轄，面積35.7平方公里，海拔高度220米，2007年人口9,796，大多數居民信奉東正教。
44°58′30″N 24°13′52″E / 44.97500°N 24.23111°E